# 约翰内斯·凯宾
约翰内斯·凯宾（1905年9月24日—1999年10月26日），原名伊万·古斯塔沃维奇·凯宾（俄语：Иван Густавович Кэбин），爱沙尼亚人，苏联党和国家领导人。曾任爱沙尼亚共产党中央第一书记、爱沙尼亚苏维埃社会主义共和国最高苏维埃主席团主席。

凯宾是爱沙尼亚人，但是在俄罗斯展开自己的生涯（即所谓的俄化爱沙尼亚人），因为他的家庭于1910年移居圣彼得堡。爱沙尼亚恢复独立后，凯宾加入了爱沙尼亚联合左翼党，一直到逝世。

## 生平
- 1905年9月11日（格里历：9月24日）出生于沙俄爱沙尼亚省维森堡区兰努乡的一户农民家庭。后随家人迁居俄罗斯。
- 1925年-1926年，列宁格勒卡尔·李卜克内西党建学校学习。
- 1927年-1931年1月，列宁格勒州科穆纳尔造纸厂党委书记，加特契纳区Susaninsky村委会主任。1927年加入联共（布）。
- 1931年1月，列宁格勒州克拉斯诺格瓦尔德斯基区积极分子培训班学习。
- 1931年1月-1934年4月，列宁格勒州克拉斯诺格瓦尔德斯基区委讲师，Roshal机械制造厂，科穆纳尔造纸厂党委书记。
- 1934年4月-1935年2月，全联盟工会列宁格勒州马列主义学习班学习。
- 1935年2月-1936年9月，联共（布）鄂木斯克州委农业部副部长助理，当地党报编辑。
- 1936年9月-1938年2月，莫斯科红色教授学院学习。
- 1939年2月-1941年2月，莫斯科古布金石油学院马列主义讲师。
- 1941年2月-4月，爱沙尼亚共产党（布）中央新闻部讲师。
- 1941年4月-8月，爱共（布）中央新闻部负责人。
- 1941年8月-1942年9月，联共（布）鄂木斯克州塔夫里切斯基区委工作。
- 1942年9月-1943年3月，雅罗斯拉夫尔州党团积极分子学习班组织者。
- 1943年3月-1944年，爱共（布）中央新闻部负责人。
- 1944年-1947年，爱共（布）中央宣传鼓动部第一副部长。
- 1947年-1948年，爱共（布）中央党史研究所所长。
- 1948年5月-12月，爱共（布）中央宣传鼓动部党委书记。
- 1948年12月-1950年3月，爱共（布）中央委员会书记。
- 1950年3月-1978年7月，爱共（布）中央第一书记。
- 1978年7月-1983年4月，爱沙尼亚苏维埃社会主义共和国最高苏维埃主席团主席。
- 1983年4月起退休。
- 1999年10月26日于塔林逝世，享年94岁。葬于塔林森林公墓。

凯宾是苏共19-26大代表；第19-26届中央委员；第3、第8-10届苏联最高苏维埃民族院代表，第4-7届苏联最高苏维埃联盟院代表；第3-10届爱沙尼亚苏维埃社会主义共和国最高苏维埃代表。

## 荣誉
- 社会主义劳动英雄称号（1975）
- 六次列宁勋章（1950,1955,1958,1965,1971,1975）
- 十月革命勋章（1973）
- 两次劳动红旗勋章（1946,1981）
- 各民族人民友谊勋章（1985）
- 劳动英勇奖章（1959）
- 纪念列宁诞辰一百周年奖章[5]